# Paraleyrodes minei
Paraleyrodes minei là một loài côn trùng cánh nửa trong họ Aleyrodidae, phân họ Aleurodicinae.
Paraleyrodes minei được Iaccarino miêu tả khoa học đầu tiên năm 1990.